# Longin Rybiński
Longin Rybiński (ur. 1954) – polski matematyk, specjalizujący się w analizie matematycznej i jej zastosowaniu; nauczyciel akademicki związany z zielonogórskimi uczelniami.

## Życiorys
Urodził się w 1954 roku. Po ukończeniu LO Nr I w Słupsku i maturze w 1973 roku, podjął studia matematyczne (sekcja teoretyczna) na Uniwersytecie im. A. Mickiewicza w Poznaniu, które ukończył z wyróżnieniem w 1978 roku (mgr matematyki). Następnie podjął pracę w Wyższej Szkole Inżynierskiej w Zielonej Górze (od 1996 roku Politechnika Zielonogórska), a po jej połączeniu w 2001 roku z Wyższą Szkołą Pedagogiczną im. Tadeusza Kotarbińskiego w Uniwersytecie Zielonogórskim. Stopień naukowy doktora nauk matematycznych uzyskał w 1985 roku na swojej macierzystej uczelni. W 1993 roku Rada Wydziału Matematyki i Informatyki UAM nadała mu tytuł naukowy doktora habilitowanego nauk matematycznych w zakresie matematyki na podstawie rozprawy pt. Ciągłe selekcje i systemy wariacyjne. Niedługo potem otrzymał stanowisko profesora nadzwyczajnego. Obecnie jest zatrudniony w Zakładzie Ekonomii Matematycznej i Optymalizacji UZ.
Poza działalnością naukowo-dydaktyczną na zielonogórskich uczelniach pełnił szereg ważnych funkcji organizacyjnych. W latach 1996–1999 był prodziekanem, a następnie do 2001 roku dziekanem Wydziału Podstawowych Problemów Techniki w Politechnice Zielonogórskiej. W Uniwersytecie Zielonogórskim, w latach 2001-2005 pełnił funkcję prodziekana, początkowo na Wydziale Nauk Ścisłych, następnie na Wydziale Matematyki, Informatyki i Ekonometrii. W latach 2005–2012 sprawował urząd prorektora do spraw studenckich, od roku 2012 jest dziekanem Wydziału Matematyki, Informatyki i Ekonometrii.

## Dorobek naukowy
Jego zainteresowania naukowe obejmują teorię multifunkcji z zastosowaniami w optymalizacji, aproksymacji, teorii sterowania i matematycznych modelach ekonomii. Najważniejsze wyniki, jakie uzyskał, to twierdzenia o selekcjach ciągłych i mierzalnych, twierdzenia o punktach stałych multifunkcji, twierdzenia o regularności rozwiązań inkluzji różniczkowych i zadań optymalizacji. Jest autorem lub współautorem ponad 20 artykułów naukowych (publikowanych m.in. w "Fundamenta Mathematica", "Journal of Approximation Theory", "Journal of Mathematical Analysis and Applications", "Proceedings of the American Mathematical Society") oraz jednej monografii. Wypromował jak dotychczas dwóch doktorów nauk matematycznych.